# Mayabazar
Mayabazar (en español: mercado de las ilusiones) es una película de fantasía épica india de 1957 dirigida por KV Reddy. Fue producido por B. Nagi Reddy y Aluri Chakrapani bajo su estandarte, Vijaya Vauhini Studios. La película se rodó simultáneamente en telugu y tamil, pero con algunas diferencias en el reparto. La historia es una adaptación del cuento popular Sasirekha Parinayam, que a su vez se basa en la epopeya Mahabharata. Gira en torno a los papeles de Krishna (N. T. Rama Rao) y Ghatotkacha (S. V. Ranga Rao), mientras intentan reunir al hijo de Arjuna, Abhimanyu (telugu: Akkineni Nageswara Rao, tamil: Gemini Ganesan) con su amor, la hija de Balarama (Savitri). La versión en telugu presenta a Gummadi, Mukkamala, Ramana Reddy y Relangi en papeles secundarios, con D. Balasubramaniam, R. Balasubramaniam, V. M. Ezhumalai y K. A. Thangavelu interpretando esos papeles en la versión tamil.